# Handikunte, Sira
Handikunte là một làng thuộc tehsil Sira, huyện Tumkur, bang Karnataka, Ấn Độ.